# Crocodilo (filme)
Crocodilo (título original: Crocodile) é um filme americano de 2000, do gênero terror, dirigido por Tobe Hooper. Ele teve uma continuação, Crocodile 2: Death Swamp, que foi lançado em 1 de agosto de 2002.

## Sinopse
Oito jovens estudantes em busca de aventura, passam férias em lago. Tudo vai bem até que acabam se deparando com um enorme crocodilo chamado Flat Dorg, um dos jovens escondeu um ovo do ninho de crocodilo e agora o terror começa quando Flat Dorg, resolve atacar com sua fúria assassina um a um até encontrar seu ovo.

## Elenco
- Greg Wayne — Hubs
- Mark McLachlan — Brady Turner
- Caitlin Martin — Claire
- Chris Solari — Duncan McKay
- D.W. Reiser — Kit (como Doug Reiser)
- Julie Mintz — Annabelle
- Summer Knight — Sunny
- Rhett Wilkins — Foster (como Rhett Jordan)
- Harrison Young — Xerife